# Meinrad Spieß

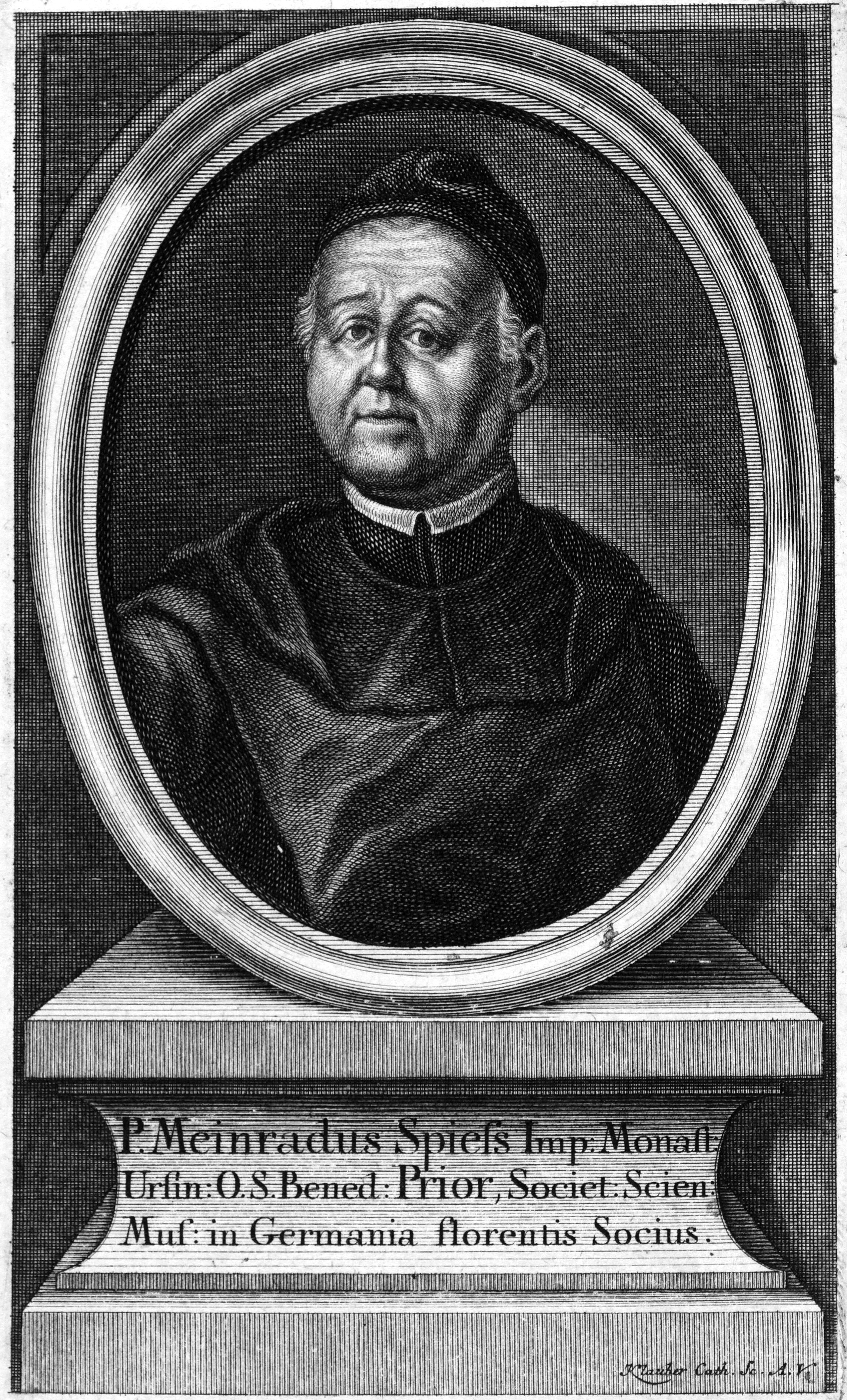
Meinrad Spieß

Meinrad Spieß, eigentlich Matthäus Spieß (* 24. August 1683 in Honsolgen; † 12. Juni 1761 in Irsee) war ein deutscher Benediktinermönch und Komponist.

## Leben
Der auf den Namen Matthäus getaufte Bauernsohn kam im Alter von elf Jahren als Klosterschüler in die reichsfreie Benediktinerabtei Irsee, wo er nach Gymnasialunterricht und ersten Musikstudien im Jahre 1701 das Noviziat antrat und 1702 die Profess ablegte (Ordensname: Meinrad). Daran schloss sich ein philosophisch-theologisches Studium an, das 1707 mit der Priesterweihe seinen Abschluss fand.
Auf Grund seiner außerordentlichen musikalischen Begabung wurde Pater Meinrad ein dreijähriger Aufenthalt in München ermöglicht (1709–1712), wo er als Schüler des kurfürstlichen Hofkapellmeisters Giuseppe Antonio Bernabei (1649–1732) am Hofe von Max II. Emanuel seine entscheidende musikalische Prägung erfuhr.
Nach seiner Rückkehr war Spieß von 1713 bis etwa 1750 als Musikdirektor für die musikalische Gestaltung der Liturgie und von festlichen Anlässen im Stift Irsee verantwortlich. In diese Zeit datieren seine erhaltenen Kompositionen sowie das Lehrbuch Tractatus Musicus Compositorio-practicus (Augsburg 1745), das ihn weit über die Grenzen seines Wirkungsbereiches hinaus als Musikgelehrten bekannt machte. Innerhalb seines Ordens bekleidete P. Meinrad verschiedene Ämter im Kloster (Subpriorat, Priorat etc.) und trat überregional als Orgel- und Glockenexperte hervor; die Disposition der weitgehend erhalten gebliebenen Irseer Klosterorgel von Balthasar Freiwiß (Aitrang) von 1749/50 wurde von ihm maßgeblich mitbestimmt.
1743 nahm ihn Lorenz Christoph Mizler als einzigen süddeutschen Komponisten in seine Correspondierende Societät der musicalischen Wissenschaften auf, der unter anderem auch Bach, Händel und Telemann angehörten. Im Jahr 1750 wird P. Anselm Schwink als Musikdirektor genannt, während Spieß vermehrt der musikalischen Korrespondenz nachging. Spieß verstarb im 78. Lebensjahr.

## Werke
Eine Übersicht seiner im Druck erschienenen Werke erstellte Spieß selbst am Ende seines Tractatus Musicus Compositorio-practicus:
- op. I: Antiphonum Marianum, Kempten 1713
- op. II: Cithara Davidis noviter animata, h.e. Psalmi Vespertini, Konstanz 1717 (Digitalisat des Originaldrucks der Bayerischen Staatsbibliothek München); Verlag C. Hofius, Ammerbuch 2010
- op. III: Philomela Ecclesiastica, h.e. Cantiones Sacrae, Augsburg 1718
- op. IV: Cultus Latreutico-Musicus hoc est Sex Missae Festiv., Konstanz 1719
  - Nr. 1: Missa S. Eugenii, Regis Africae et Martyris (vollständiges Notenmaterial)
  - Nr. 2: Missa S. Fausti, Militis et Martyris (vollständiges Notenmaterial)
  - Nr. 3: Missa S. Candidi, Militis et Martyris (vollständiges Notenmaterial)
  - Nr. 4: Missa A. Apolloniae, Virginis et Martyris
  - Nr. 5: Missa S. Barbarae, Virginis et Martyris
  - Nr. 6: Missa S. Catharinae, Virginis et Martyris
  - Nr. 7: Requiem I. (in c), Missa Pro Defunctis, (vollständiges Notenmaterial)
  - Nr. 8: Requiem II. (in h), Missa Pro Defunctis
- op. V: Laus Dei in Sanctis Eius, h.e. Offertoria XX., Mindelheim 1723
- op. VI: Hyperdulia Musica, h.e. Lytaniae Lauretanae de B. M. V., Augsburg 1726
- op. VII: Sonatae XII., Augsburg 1734
- op. VIII: Tractatus Musicus Compositorio-practicus, Augsburg 1745 (Digitalisat des Originaldrucks der Bayerischen Staatsbibliothek München; Neu-Edition und Kommentar auf Qucosa)